# Petrus Gernert
Petrus Gernert OSB (* 14. Februar 1882 in Kleinwenkheim; † 3. Juli 1949 im Gefangenenlager Oksadok, Provinz Chagang-do, Nordkorea) war ein deutscher römisch-katholischer Ordensmann, Missionar und Märtyrer. 

## Leben
Josef Valentin Gernert, der aus Unterfranken stammte, trat 1908 in das am Main gelegene Benediktiner-Kloster St. Ludwig der Benediktinerkongregation von St. Ottilien ein und nahm den Ordensnamen Petrus an. Am 11. Juli 1909 legte er die Profess ab und ging in das Missions-Kloster Seoul in Korea. Von dort wurde er 1927 mit der Bauleitung des Klosters Tokwon bei Wŏnsan (und 1931 auch der Abteikirche) beauftragt. Nach der Besetzung des Klosters Tokwon durch die koreanische kommunistische Geheimpolizei am 10. Mai 1949 kam er zusammen mit dem gesamten Konvent in das Gefangenenlager Oksadok südlich Kanggye und starb dort Anfang Juli an Unterernährung. 

## Gedenken
Die Römisch-katholische Kirche in Deutschland hat Bruder Petrus Gernert als Märtyrer in das deutsche Martyrologium des 20. Jahrhunderts aufgenommen.
Gernerts Name ist auf einer Gedenktafel im Missionsmuseum in Sankt Ottilien verzeichnet.